# Christ The Bootleg
Christ The Bootleg è un album live dei Crass pubblicato nel 1989. Anche se pubblicato come bootrleg, nel 1997 venne ristampato dalla "Allied Recordings" col permesso della band e successivamente, quando la "Allied" chiuse, nuovamente stampato dalla "No Idea Records".
All'interno dell'album è presente un artwork dell'artista anarchico John Yates.
Le tracce sono state registrate a Nottingham nel 1984, durante l'ultimo tour della band.

## Tracce
1. The Falklands (Introduction)
2. Yes Sir, I Will
3. Nineteen Eighty Bore
4. Don't Get Caught
5. The Mother Earth
6. The Mother Love
7. Smash The Mac
8. Bata Motel
9. Darling
10. Poison In A Pretty Pill
11. Gotcha
12. Big A Little a
13. Yes Sir, I Will
14. Major General Despair
15. Take It As Entertainment
16. You're Already Dead